# La Laja (localidad)
Laja es una ciudad chilena ubicada en la junta del río Biobío y el río Laja. Es capital de la comuna de Laja.
Actualmente Laja está formando una conurbación con San Rosendo la cual posee una población de 5000 habitantes aproximadamente y con una población total de 37.400 habitantes entre las dos comunas.

## Historia
Su nombre actual proviene de la antigua denominación del territorio de Isla de La Laxa, de la que forma parte. Antiguamente se llamaba Rinconada del Laja, en donde se construyó la estación ferroviaria del mismo nombre, en 1871, con la extensión del Ferrocarril Talcahuano - Chillán y Angol, con lo que se motivó su poblamiento. Era una pequeña comunidad agrícola hasta el año 1954 cuando empezó la construcción de la planta de pulpa de celulosa de la Compañía Manufacturera de Papeles y Cartones (CMPC), que dio un giro radical a su economía. Sufrió con una explosión demográfica al saltar de sus 1.000 a los 20.000 habitantes, con un claro problema de desarrollo. 
Hasta principios de los noventa, Laja era famosa por su festival de la canción, organizado por "Rotary Club de Laja" patrocinado por la Ilustre Municipalidad de Laja, Compañía Manufacturera de Papeles Cartones y los Empresarios Lajinos. Al festival concurría la mayoría de los grandes artistas internacionales invitados al Festival de la Canción de Viña del Mar, uno de los festivales más importantes del mundo. Uno de los artistas destacados por su participación como competidor fue el famoso cantante Luis Jackson, oriundo de Talcahuano, quien compuso un tema que no clasificó para la competencia, pero debido a su letra y hermosa melodía, la organización lo dejó como el himno del festival "Festival de mis Sueños". Luis Jackson, es conocido en el ambiente musical chileno por su famoso tema original "Sonríele a la vida", grabado por muchos cantantes nacionales y extranjeros. Además de poseer el récord Mundial de Canto como solista acompañado únicamente de su guitarra, 36 horas de ejecución ininterrumpida. Toda una hazaña. El año 2016, será premiado por la Sociedad Chilena del Derecho de Autor, por sus más de 50 años de carrera artística. Luis Jackson, en la actualidad está dedicado a la Cinematografía, y ya está preparando su primer largometraje, cine independiente. Con el tiempo los costos de los artistas y participantes se elevaron a niveles en que los patrocinios fueron porcentualmente disminuyendo, generándose perdidas que el Rotary Club de Laja no podía seguir asumiendo. Razón por la cual se optó por el cierre definitivo de este. Una gran pena ya que este festival, brindaba la oportunidad a los compositores nacionales de mostrar su creatividad musical. La mayoría de los autores y compositores que no clasificaban en Viña del Mar, tenían la posibilidad de clasificar en el Festival de Laja. Es de esperar que este certamen se reponga algún día a un costo más bajo, con artistas de la nueva hornada musical. 
La Laja es también conocida por tener el observatorio óptico más importante del sur de Chile, Cerro Los Cuatro Vientos. Sin embargo, éste fue vandalizado en noviembre de 2006 por desconocidos. Tal acto irracional acabó con gran parte de la instrumentación del centro astronómico.

## Demografía
La Laja tiene una población de 32.450 habitantes.
Por ser Laja una ciudad industrial, fue habitada por gentes de todo el país, particularmente de la zona centro sur de Chile. El legado indígena es prácticamente nulo. Si bien fue esta zona habitada por los indios coyunches en el Chile precolombino, éstos desparecieron con la llegada de los españoles.

## Geografía
- Altitud: 50 metros.
- Latitud: 37° 16' S
- Longitud: 72° 42' O

## Principales poblaciones y sectores urbanos
- Villa Capponi
- Nivequetén
- Río Polcura
- Sector Pueblo Nuevo
- Recinto Facela
- Sector Centro Balmaceda
- Población Waldemar Schutz
- Sector Avda. Los Ríos
- Villa Celulosa
- Sector Altos del Laja
- Población Mario Medina
- Villa Laja
- Villa Concepción
- Villa Tarpellanca
- Villa Universo
- Población Esperanza
- Villa Nvo. Amanecer
- Población El esfuerzo
- Sector Costanera Norte

## Salud
En La Laja, se encuentra un hospital Juan Lobos Krause, que permite la atención propia, de San Rosendo y las localidades aledañas. El hospital depende del Servicio de Salud Biobío, cuyo Hospital es Base Dr. Victor Ríos Ruiz de Los Ángeles.

## Transporte
Posee una estación ferroviaria, terminal de buses, entre otros servicios. El transporte ferroviario está dado por el Servicio Regional Talcahuano-Renaico, popularmente conocido como El Corto del Laja, que conecta a Laja con las localidades ribereñas del Biobío, con Renaico y con Concepción y el puerto de Talcahuano. Estivalmente también tiene detención el servicio EFE Temuco Diurno, que la conecta con las principales ciudades del Valle Central y con Santiago y Temuco.
El transporte carretero la conecta con Los Ángeles, Concepción, Santiago y otras localidades de la zona. Localmente, tiene servicios de colectivos con San Rosendo

## Industria
La Compañía Manufacturera de Papeles y Cartones (CMPC), posee una planta dependiente de su Unidad de Negocios de Celulosa, en esta localidad. Sus productos son: celulosa cruda de fibra larga, celulosa blanca de fibra larga, celulosa Fluff y papeles.
Fue la primera planta de celulosa kraft del país. Comenzó sus operaciones en 1959. Su producción inicial fue de 80.000 ADt al año, y actualmente tiene una capacidad de celulosa de 575.000 al año. Su última modernización fue en 1997 (Digestor Continuo y Caldera Recuperadora). Su planta actual es de 497 trabajadores.